# Congregações Reformadas na Holanda
As Congregações Reformadas na Holanda ou Congregações Reformadas nos Países Baixos (CRPB) — em Holandês: Gereformeerde Gemeenten in Nederland — formam uma denominação reformada continental conservadora na Holanda, desde 1953, por igrejas que se separaram das Congregações Reformadas. A principal causa da divisão foi a aceitação, pelas Congregações Reformadas da doutrina da  oferta bem intencionada do Evangelho.

## História

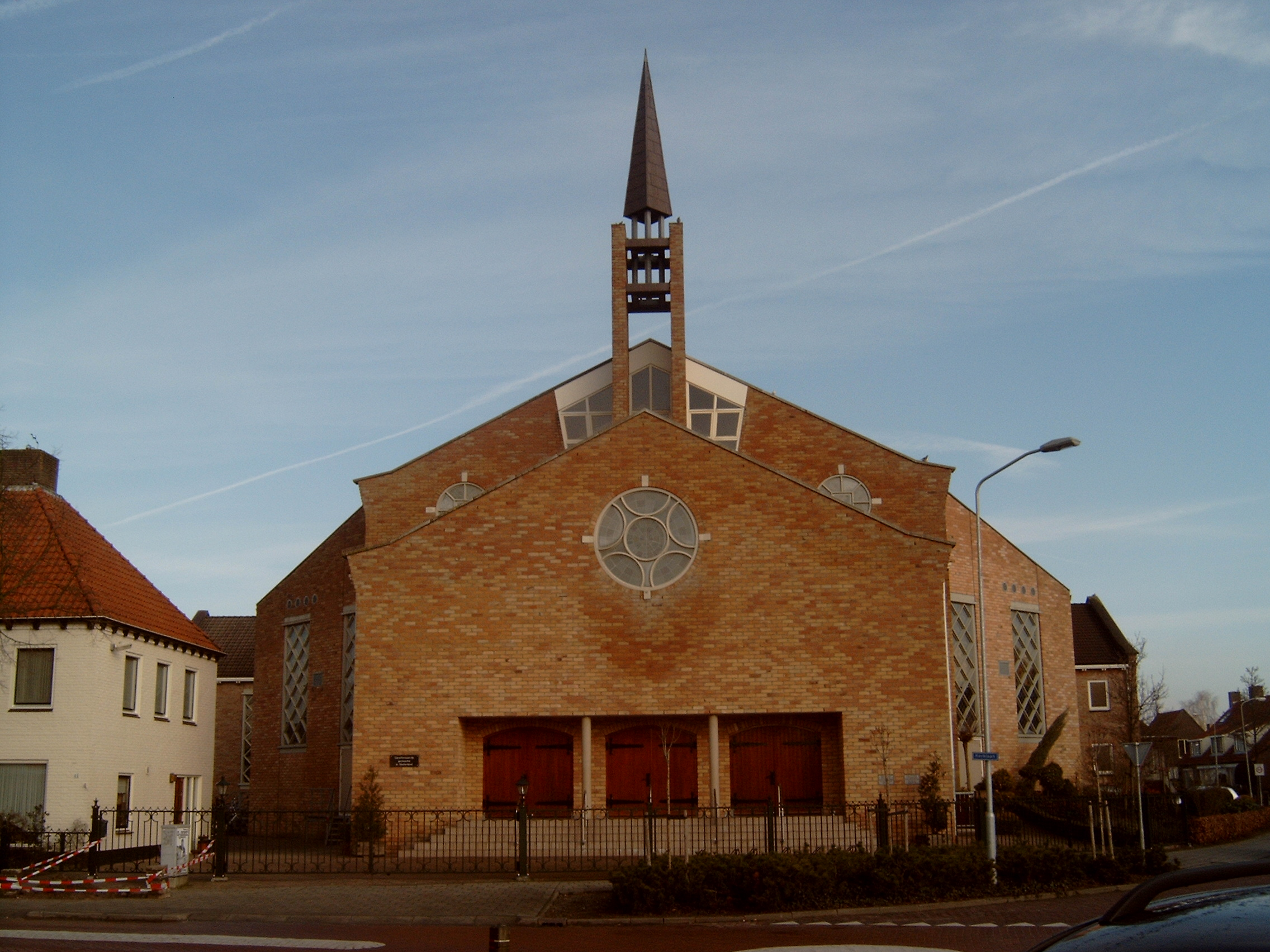
Congregação Reformada na Holanda, Opheusden.

Em 1953, as Congregações Reformadas (CR) debateram sobre a doutrina da oferta bem intencionada do Evangelho. A denominação apoiou a doutrina, mas um grupo de igrejas se opôs ao posicionamento. Consequentemente, algumas igrejas se separaram da denominação e formaram as Congregações Reformadas na Holanda ou Congregações Reformadas nos Países Baixos (CRPB).
A denominação cresceu e se espalhou pelos Países Baixos. Em 2022, era formada por 49 igrejas e 23.695 membros.
Em 2024, o número de membros era de 23.169 pessoas.

## Doutrina
A denominação subscreve o Credo dos Apóstolos, Credo de Atanásio, Credo Niceno e o Catecismo de Heidelberg.